# Jan Kazimierz Suroż Frąckiewicz
Jan Kazimierz Suroż Frąckiewicz (Frączkiewicz) herbu Ślepowron (zm. przed 13 lipca 1713 roku) – instygator Wielkiego Księstwa Litewskiego od 1711 roku, krajczy wileński w latach 1699-1712, koniuszy mścisławski, sędzia grodzki orszański w 1703 roku.
Jako poseł powiatu orszańskiego był uczestnikiem Walnej Rady Warszawskiej 1710 roku.